# Allmoseutdelare
Allmoseutdelare avsåg en särskild ämbetsman (eleemosynarios) redan i den gamla kristna kyrkan. Denne var förvaltare av de för de fattiga avsedda allmosorna. Senare fanns i alla kloster en allmoseutdelare som administrerade det tionde, som dessa var förpliktigade att skänka till de fattiga. I regel hade även alla biskopar allmoseutdelare.
En allmoseutdelare anställd hos världsliga myndigheter förekom först vid det franska hovet. Här hade "storallmoseutdelaren" (grand aumônier) överinseendet över alla hovets religiösa ceremonier. Detta ämbete fanns, med kortare avbrott, kvar ända till 1870.
Vid det engelska hovet finns ett allmoseutdelarämbete, Lord High Almoner, som i regel innehas av en biskop. Vederbörande  är officiant bland annat vid en del gamla ceremonier, där det förekommer utdelning av pengar och dylikt. Dit hör traditionen med Maundy money. 
Även påven har i sin hovstat haft en särskild allmoseutdelare, eleemosiniere apostolico.